# Mikolas Josef
Mikolas Josef (češko Mikoláš Josef), češki pevec, * 14. oktober 1995

## Pesem Evrovizije 2018
Leta 2018 je na Pesmi Evrovizije zastopal Češko s pesmijo Lie to me. V finalu je zasedel šesto mesto (četrto mesto po telefonskem glasovanju) in dosegel daleč največji uspeh te države na tem tekmovanju.

## Diskografija

### Singli
| Ime                 | Leto | Poz. | Album           |
| Ime                 | Leto | CZE  | Album           |
| ------------------- | ---- | ---- | --------------- |
| "Hands Bloody"      | 2015 | —    | Ni izdal albuma |
| "Free"              | 2016 | 15   | Ni izdal albuma |
| "Believe (Hey Hey)" | 2016 | —    | Ni izdal albuma |
| "Lie to me"         | 2017 | 52   | Ni izdal albuma |

## Povezave
- Uradna spletna stran